# جوزيف ويدني
جوزيف بوميروي ويدني، دكتور في الطب ومؤرخ وزعيم ديني أمريكي، ولد في 26 ديسمبر 1841 وتوفي في 4 يوليو 1938. بعد انتهاء الحرب الأهلية الأمريكية، اتجه نحو مجال الطب، وانتقل إلى كاليفورنيا حيث حصل على درجة الدكتوراه في الطب. كانت جنوب كاليفورنيا «جنة» بالنسبة له. في لوس أنجلوس، شارك في تأسيس جمعية أطباء لوس أنجلوس. كان من أبرز مؤيدي جامعة جنوب كاليفورنيا الجديدة وأصبح رئيسها الثاني ومؤسس كلية الطب فيها. اهتم بالكثير من الأمور ولا سيما مكتبة لوس أنجلوس العامة.
نَمَت استثماراته العقارية في كاليفورنيا، وكان من أوائل الداعمين لحماية البيئة ومن أنصار تطوير المدن الحضرية الجديدة. آمَنَ بقوة أن لوس أنجلوس ستصبح مدينة كبرى تحتوي على ميناء بحري. وخطَّط لاستغلال مياه الجبال المحلية وإعادة إنشاء بحيرة كاهويلا.
شارك في تأسيس كنيسة الناصريين في لوس أنجلوس، فضلًا عن أنه كان قسيسًا ميثودياً. نشر العديد من الكتب، والتي تمحور معظمها حول آرائه عن كاليفورنيا وتاريخها، ولكن كتاب «حياة العرق لشعوب الآريين» هو الوحيد الذي نُشر تجاريًا.
توفي عن عمر ناهز 96 عامًا، بعد أن شهد تحول لوس أنجلوس إلى مدينة كبرى ومركز ميناء بحري. كان ويدني أحد أبرز شخصيات جنوب كاليفورنيا في جيله، وشغل دورًا بارزًا باعتباره زعيمًا ثقافيًا في لوس أنجلوس لنحو سبعين عامًا.

## نشأته
ولد جوزيف بوميروي ويدني في 26 ديسمبر 1841 في بيكوا، أوهايو. هو الابن الثالث لجون ويلسون ويدني وأرابيلا ماكلاي ويدني، وابن أخ روبرت صمويل ماكلاي وتشارلز ماكلاي. توفي والده عندما كان عمر ويدني 15 عامًا نتيجة التهاب رئوي.
بعد تخرجه من مدرسة بيكوا الثانوية، التحق بجامعة ميامي في أوهايو حيث درس اللاتينية واليونانية والأدب الكلاسيكي مدة خمسة أشهر. في عام 1907، حصل على درجة الدكتوراه الفخرية في القانون عن تأليفه كتاب «حياة العرق لشعوب الآريين».
في عام 1861، انضم إلى الجيش الاتحادي خلال الحرب الأهلية الأمريكية (متطوعو ولاية أوهايو). خدم برتبة جندي في الخدمات الطبية على متن السفن المتمركزة في نهري أوهايو والمسيسيبي. جرى تسريحه من الخدمة في عام 1862 بسبب اصابته بانهيار جسدي وعصبي.
بتشجيع من شقيقيه الأكبر سنًا وعمه تشارلز ماكلاي في كاليفورنيا، أبحر ويدني إلى سان فرانسيسكو عبر بنما ووصل هناك في نوفمبر 1862. سافر في جميع أنحاء كاليفورنيا، وزار البعثات هناك وعاش مع السكان الناطقين بالإسبانية.
عاد إلى الجامعة في عام 1865 وحصل على درجة الماجستير في الفنون من كلية كاليفورنيا ويسليان (التي أصبحت فيما بعد جزءًا من جامعة المحيط الهادئ). في يناير 1866، انتقل إلى سان فرانسيسكو. في 4 يونيو 1866، التحق بالفوج الثالث لدراسة الطب في كلية تولاند الطبية (والتي أصبحت فيما بعد جزءًا من جامعة كاليفورنيا، سان فرانسيسكو)، وتخرج بدرجة دكتور في الطب بتفوق في 2 أكتوبر 1866.
تزوج ويدني مرتين. زوجته الأولى هي إيدا ديغرو توثيل ويدني، تزوج بها في 17 مايو 1869 في سان خوسيه، كاليفورنيا. عاش الزوجان في منطقة بونكر هيل بالقرب من شقيقه القاضي روبرت ويدني. توفيت إيدا في لوس أنجلوس في 10 فبراير 1879 ودُفنت في مقبرة مدينة لوس أنجلوس.
زوجته الثانية هي ماري براي، تزوجها في 27 ديسمبر 1882 في سانتا كلارا، كاليفورنيا. في 18 فبراير 1884، تسبب فيضان نهر لوس أنجلوس في خسارة 43 منزلًا، بما في ذلك منزلهما الخاص. انتقل الزوجان إلى شارع آدمز بوليفارد في لوس أنجلوس، وأسست الزوجة مجتمع جنة الزهور، ونظمت مهرجانات زهور لجمع التبرعات لدار المرأة، وهو مأوى للنساء العاملات الفقيرات. توفيت ماري براي ويدني في 10 مارس 1903 في منزلهما الواقع في شارع 150 آدمز بوليفارد، لوس أنجلوس. لم يتزوج ويدني مرة أخرى.

## مسيرته المهنية في الطب
في 2 أكتوبر 1866، تخرج من كلية تولاند الطبية، التي كانت الكلية الوحيدة في كاليفورنيا آنذاك. أُعيد تجنيده في الجيش جراحًا عسكريًا. أوكلت له مهمة العمل في معسكر درام باراكس في ويلمنجتون، كاليفورنيا، لمدة شهر في عام 1867، وجرى تعيينه جراحًا مساعدًا عامًا لإقليم أريزونا خلال الحروب الأباتشية.
في عام 1868، جرى تسريحه وانتقل إلى لوس أنجلوس. بدأ ممارسته الطبية في 8 أكتوبر 1868، حيث شارك المكتب مع جون ستروثر غريفين (1816-1898). من بين مرضاه الجنرال ويليام تيكومسيه شيرمان واللص المكسيكي تيبورسيو فاسكيز.
قبل إقرار قانون «مكافحة الدجل» في عام 1876، لم يمتلك الأطباء تراخيص للعمل، بل كانوا يعلنون عن ممارساتهم الطبية. في 31 يناير 1871، ساهم ويدني في تأسيس جمعية لوس أنجلوس لأطباء مقاطعة لوس أنجلوس، وهي أقدم جمعية من نوعها في كاليفورنيا. أراد المؤسسون إنشاء مدارس طبية ونشر المطبوعات والمؤلفات الطبية ورفع معايير الطب. دعا ويدني إلى تقديم المساعدة للمرضى الفقراء جزءًا من الصحة العامة والأعمال الخيرية المدنية.
من عام 1876 حتى 1901، منحت جمعية الطب الولائية التراخيص الطبية. في عام 1901، أُنشئ مجلس امتحانات الطب الولائي. كان ويدني واحدًا من أوائل الأطباء الذين حصلوا على تراخيص من الجمعية الطبية. أصبح رئيسًا لها في عام 1877.
آمن ويدني بالطب العلمي وعارض شفاء الإيمان أو ممارسي «العلاج العقلي». في عام 1886، اقترح ويدني، آنذاك أستاذ مبادئ وممارسة الطب في كلية الطب في جامعة جنوب كاليفورنيا، هيكلًا لدراسة الطب. دعم إنشاء مجالس صحة لوس أنجلوس وكاليفورنيا، وكان أول موظف صحة عامة في لوس أنجلوس.
في عام 1884، ساعد في إعادة تنظيم جمعية الأطباء في جنوب كاليفورنيا. في عام 1886، ساعد في إنشاء مجلة جمعية الأطباء في جنوب كاليفورنيا، وعمل محررًا لها خلال السنوات الأولى.

## مؤلف
في عام 1872، شارك ويدني في تأسيس جمعية مكتبة لوس أنجلوس وخدم في مجلس محافظيها لمدة ست سنوات. بمساعدة جوناثان وارن والقاضي بنجامين هايز، كتب ويدني وعدل أول كتاب تاريخ لمقاطعة لوس أنجلوس، وهو «تاريخ القرن الذهبي لمقاطعة لوس أنجلوس»، الذي نُشر في عام 1876. في عام 1888، عمل بالتعاون مع والتر ليندلي (1852-1922)، مؤسس مركز مستشفى كاليفورنيا الطبي، في إنتاج «كاليفورنيا الجنوبية»، وهو واحد من أوائل الدلائل السياحة في كاليفورنيا.
بإلإضافة إلى عمله الضخم الذي يتألف من مجلدين وهو «حياة العرق لشعوب الآريين»، الذي نُشر في عام 1907، نشر كذلك العديد من أعماله الخاصة.
قال ويدني في كتابه «الحضارات وأمراضها» الصادر في عام 1937:
«لم أكتب أبدًا من أجل المال. كان الهدف الوحيد فتح آفاق أوسع للجنس البشري. لأكثر من خمسين عامًا من الدراسة التاريخية الدقيقة، كنت أفكر وأخطط وأعمل من أجل هذا الهدف. هذا الهدف النهائي قد ترسخ في جميع منشوراتي».